# Hans von Klier
Hans von Klier (Děčín, 1934 – Děčín, 2000) è stato un designer cecoslovacco.

## Biografia
Dopo essersi diplomato nel 1959 alla scuola di Ulm, si trasferisce a Milano dove dal 1960 al 1968 collabora con Ettore Sottsass per la creazione della scocca della calcolatrice meccanica Summa 19 e Summa 19-R.
Responsabile dal 1969 per il Corporate Identity dell'Olivetti, pubblica dal 1971 al 1977 i manuali di identità aziendale, oggi comunemente noti come i "libri rossi", con Clino Trini Castelli e Perry A. King.